# IC 2096
IC 2096 је тројна звијезда у сазвјежђу Еридан која се налази на листи објеката дубоког неба у Индекс каталогу.
Деклинација објекта је - 4° 58' 43" а ректасцензија 4h 49m 41,0s.